# Stadio del Centro sportivo olimpico di Chongqing
Lo stadio del Centro sportivo olimpico di Chongqing (重庆奥林匹克体育中心S ; in inglese Chongqing Olympic Sports Centre Stadium) è uno stadio multiuso situato a Chongqing, nella Cina centrale.
Costruito nel 2004, è sede delle partite del Chongqing Liangjiang.
Fu inaugurato con la disputa della Coppa d'Asia 2004, manifestazione di cui ospitò sette partite. Vi si sono svolte anche le partite di Supercoppa di Cina del 2016 e del 2017.
Ha ospitato vari concerti, fra cui un'esibizione di Mariah Carey, che il 15 ottobre 2014 iniziò qui il tour cinese di The Elusive Chanteuse Show.